# 大叶玉叶金花
大叶玉叶金花（学名：Mussaenda macrophylla），为茜草科玉叶金花属下的一个植物种。